# Sophie Gail
Edmee Sophie Gail z domu Garre (ur. 28 sierpnia 1775 w Paryżu, zm. 24 lipca 1819 tamże) – francuska kompozytorka i śpiewaczka (mezzosopran).

## Życiorys
Sophie Garre urodziła się w Paryżu w parafii Saint-Sulpice, jako córka Marie-Louise Adelaide Colloz i chirurga Claude'a-Francois Garre'a (1730-1799). Uczyła się gry na fortepianie, a swój pierwszy utwór, romans, opublikowała w wieku 14 lat. W wieku 19 lat wyszła za mąż za edytora Jeana-Baptiste Gaila (1755-1829); mieli jednego syna Jeana-Francois Gaila.
Rozwiodła się z mężem w 1801 roku i rozpoczęła tournee po Europie jako śpiewaczka. Uczyła się u Fétisa, Perne'a i Sigismunda Neukomma. Napisała operę z gatunku opera comique. Zmarła w Paryżu.

## Wybrane utwory
- 1797, Deus airs do sztuki Montoni
- 1813, Les deux jaloux, opéra comique w jednym akcie
- 1814, Il est vrai que Thibaut mérite, romans
- 1853, Ma Fanchette est charmante, trio
- 1813, Mademoiselle de Launay à la Bastille, opéra-comique w jednym akcie
- 1813 Ma liberté, ma liberté, romans
- 1814, Angela ou L'atelier de Jean Cousin, opéra comique w jednym akcie
- 1814, La Méprise, opéra comique w jednym akcie
- 1818, La Sérénade, opera
- 1807, N'est-ce pas elle, romans
- 1807, La jeune et charmante Isabelle, romans
- 1808, Heure de soir, romance na głos, fortepian i harfę
- 1814, Les devoirs du chevalier, romans do słówCreuzé de Lessera
- 1814, Variations concertantes na flet i fortepian
- 1861, Transcription variée de Moeris na fortepian
- 1815, Prière aux songes, nocturne na dwa głosy do poematu M. Cheurlina z akompaniamentem fortepianu i harfy
- 1815, Le souvenir du diable
- 1838, Le Diable, chansonnette do słów d'Arnaulta
- 1838, A mes fleurs,
- 1820, Les langueurs et le Le Serment, nocturnes